# 방향족 탄화수소

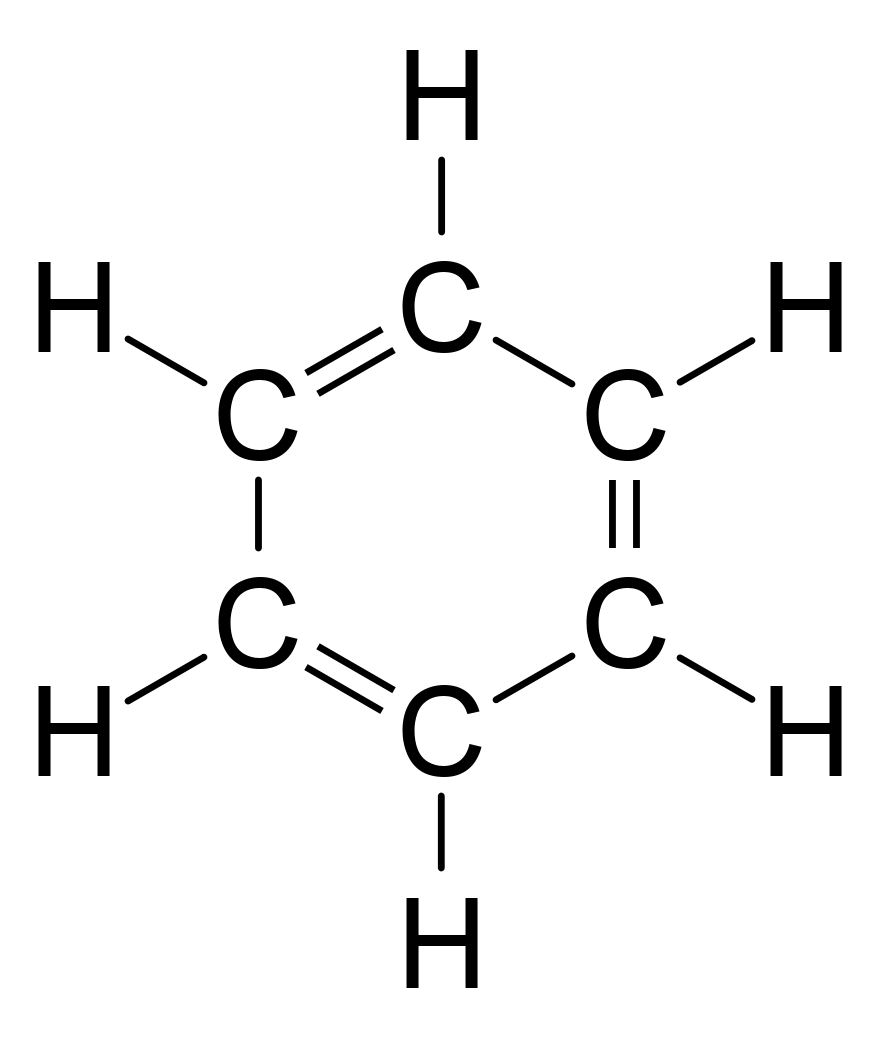
벤젠의 구조

벤젠의 구조

벤젠의 구조

방향족 탄화수소(芳香族炭化水素, 영어: aromatic hydrocarbon)는 방향족성을 가지고 있는 탄화수소를 말한다. 방향족 탄화수소 중 가장 간단한 물질이 벤젠(C6H6)이기 때문에 이 고리를 "벤젠 고리"라고 부른다. 벤젠 분자의 구조를 처음으로 밝힌 이는 19세기 독일의 화학자 프리드리히 아우구스투스 케쿨레 폰 슈트라도니츠이다.

## 벤젠 고리 모형
각 탄소 원자는 네 개의 공유 전자를 가지고 있다. 그중 하나는 수소 원자에, 그리고 이웃한 두 탄소 원자에 하나씩이 할당되며, 나머지 하나의 전자는 이웃한 두 탄소 원자 중 하나와 공유된다. 벤젠 분자를 나타낼 때 단일 결합과 이중 결합을 교대로 나타낸다.
육각형 안에 원 하나를 그려 벤젠 고리를 나타내기도 하는데, 이것은 여섯 개의 전자가 분자 내에 비편재화된 전자로 공유되는 것을 나타내는 것이다. 실제로 탄소 원자들이 서로 단일 결합과 이중 결합 사이를 공명하며 같은 거리를 유지하고 있다.

## 주요 방향족 탄화수소
- 벤젠
- 톨루엔
- 자일렌
- 나프탈렌
- 안트라센
- 벤조피렌